# Psodopsis incommoda
Psodopsis incommoda är en fjärilsart som beskrevs av W. Warren 1904. Psodopsis incommoda ingår i släktet Psodopsis och familjen mätare. Inga underarter finns listade.